# Том Свифт (телесериал)
«Том Свифт» (англ. Tom Swift) — американский детективный телесериал, премьера которого состоялась 31 мая 2022 года на американском телеканале The CW. Телесериал является спин-оффом другого телесериала канала «Нэнси Дрю».
30 июня 2022 года телесериал был закрыт после выхода 5 эпизода.

## Сюжет
Том Свифт — чернокожий молодой миллиардер, представляет собой умного, весёлого, находчивого персонажа, который попадает в мир научно-фантастических заговоров и необъяснимых явлений после шокирующего исчезновения его отца.

## В ролях

### Основной состав
- Тиан Ричардс - Том Свифт, молодой изобретатель-миллиардер
- Эшли Мюррей - Зензи Фуллертон, двоюродная сестра Тома и лучшая подруга
- Маркиз Вилсон - Айзек Вега, телохранитель Тома
- Эйприл Паркер Джонс - Лоррейн Свифт, мать Тома
- Альберт Мванги - Роуэн, сотрудник службы безопасности конгрессмена
- ЛеВар Бёртон - голос Барклая, искусственного интеллекта

## Обзор сезонов
| Сезон | Сезон | Эпизоды | Дата показа | Дата показа    | Рейтинг Нильсона | Рейтинг Нильсона       |
| Сезон | Сезон | Эпизоды | Премьера    | Финал          | Ранк             | Зрители США (миллионы) |
| ----- | ----- | ------- | ----------- | -------------- | ---------------- | ---------------------- |
|       | 1     | 10      | 31 мая 2022 | 2 августа 2022 | N/A              | N/A                    |

## Список эпизодов

### Сезон 1 (2022)
| № общий | № в сезоне | Название                                                            | Режиссёр   | Автор сценария | Дата премьеры  | Зрители в США (млн) |
| ------- | ---------- | ------------------------------------------------------------------- | ---------- | -------------- | -------------- | ------------------- |
| 1       | 1          | «....И взлет на Сатурн» «…And the Liftoff to Saturn»                | Неизвестно | Неизвестно     | 31 мая 2022    | 0.44                |
| 2       | 2          | «...И завиток 4б» «…And the 4b Curl»                                | Неизвестно | Неизвестно     | 7 июня 2022    | 0.34                |
| 3       | 3          | «...И девять дюймов опасности» «...And Nine Inches of Danger»       | Неизвестно | Неизвестно     | 14 июня 2022   | 0.29                |
| 4       | 4          | «...И шоколадные ковбои» «...And the Chocolate Cowboys»             | Неизвестно | Неизвестно     | 21 июня 2022   | 0.37                |
| 5       | 5          | «...И разбившийся котильон» «...And the Crashed Cotillion»          | Неизвестно | Неизвестно     | 28 июня 2022   | 0.34                |
| 6       | 6          | «...И незаконнорожденный мустанг» «...And the Benefits of Bondage»  | Неизвестно | Неизвестно     | 5 июля 2022    | 0.30                |
| 7       | 7          | «...И Книга Исаака» «...And the Book of Isaac»                      | Неизвестно | Неизвестно     | 12 июля 2022   | 0.25                |
| 8       | 8          | «...И двое его мужчин и ребенок» «...And His Two Men and a Baby»    | Неизвестно | Неизвестно     | 19 июля 2022   | 0.28                |
| 9       | 9          | «...И ночь, которую нужно запомнить» «...And the Night to Remember» | Неизвестно | Неизвестно     | 26 июля 2022   | 0.28                |
| 10      | 10         | «...И цена прощения» «...And the Cost of Forgiveness»               | Неизвестно | Неизвестно     | 2 августа 2022 | 0.24                |

## Производство

### Разработка
28 октября 2020 года было объявлено, что CW разрабатывает спин-офф своего сериала о Нэнси Дрю под названием «Том Свифт». Сериал основан на одноимённой серии книг, его создали и продюсировали Мелинда Хсу Тейлор, Нога Ландау и Кэмерон Джонсон. Действие шоу будет происходить во вселенной Дрю.  8 февраля 2021 года было объявлено, что Рубен Гарсия будет снимать пилотный эпизод.  30 августа 2021 года телеканал CW заказал производство сериала, и ожидается, что он дебютирует в телевизионном сезоне 2021–2022 годов. Джош Шварц , Стефани Сэвиджи Лис Ровински также были добавлены в качестве исполнительных продюсеров.
Ведущий актёр Ричардс сказал об адаптации: «Первоначальный Том Свифт был великолепен для своего времени и того, что он представлял. В то время это было лицо мальчиков, всеамериканских детей, полных возможностей. Но в 2021 году это может выглядеть такой разный. Это может выглядеть как кто-то вроде меня - чёрный парень, который шоколадный, который странный, который является всем тем, что нам говорят, что это не нормально или статус-кво ». Он добавил: «Мы собираемся погрузиться во множество секторов идентичности. Мы будем говорить о Черноте — и о черноте, отличной от той, которую мы привыкли видеть, то есть о чёрной элите, 1 проценте, миллиардеры. Мы также собираемся поговорить о путешествии квир-мальчика, чтобы стать квир-мужчиной. Не только о принятии себя, но и о принятии в целом, о том, что вокруг вас есть сообщество и люди».

### Кастинг
26 января 2021 года Тиан Ричардс получил главную роль Тома Свифта.   11 мая 2021 года Левар Бертон присоединился к основному составу, чтобы озвучить искусственного интеллекта по имени Барклай. Ричардс и Бертон оба появляются как свои персонажи в майском эпизоде Нэнси Дрю 2021 года «Небесный гость». В феврале 2022 года Эшли Мюррей, Маркиз Вилсон, Эйприл Паркер Джонс и Альберт Ванги присоединились к актёрскому составу в главных ролях. 8 марта 2022 года Уорд Хортон получил повторяющуюся роль.

### Съёмки
Съемочный процесс проходил в Атланте в период между январем 2022 года и маем 2022 года.